# Die Lindstedts
Die Lindstedts ist eine im Herbst 1976 gesendete Miniserie des Fernsehens der DDR. Dargestellt werden die Erlebnisse einer Großfamilie in ihrem dörflichen Umfeld.

## Inhalt
Im Mittelpunkt dieser Familienserie stehen die drei Generationen der Familie Lindstedt, die gemeinsam auf einem Bauernhof als Genossenschaftsbauern in dem (fiktiven) Ort Perlebach leben. In den einzelnen Episoden der Serie wird von den angenehmen Seiten aber auch von den Sorgen des sozialistischen Dorflebens erzählt. Zentrale Figuren sind Vater Otto, der mit Leib und Seele Bauer ist und noch von der Notwendigkeit der neuen Technik überzeugt werden muss, Mutter Anna (das wohl heimliche Familienoberhaupt), Opa Gottlieb, dessen ganzer Stolz seine Bienen sind, sowie die Kinder Hannes und Pitti.

## Titel der einzelnen Episoden
1. Das Erbteil (Premiere: 5. Oktober 1976)
2. Die Macht der Gewohnheit (Premiere: 7. Oktober 1976)
3. Der Tauschacker (Premiere: 10. Oktober 1976)
4. Der Umzug (Premiere: 12. Oktober 1976)
5. Die erste Geige (Premiere: 14. November 1976)
6. Die Sorgenkinder (Premiere: 12. November 1976)
7. Die Bauernhochzeit (Premiere: 14. November 1976)

## Hintergrund
Die Dreharbeiten fanden im sächsischen Lohmen statt.
Als Sprecher wirkte Erhard Köster mit. Der war von 1958 bis 1992 an 1.197 Filmen für die Synchronateliers der DEFA beteiligt. Zusätzlich war er noch für das Synchronstudio des Fernsehens der DDR tätig. Besonders bekannt wurde er als DEFA-Synchronstimme von Kjeld (Poul Bundgaard) in elf Filmen der Olsenbande. Für den Berliner Rundfunk sprach er 17 Jahre lang den Papa Findig in der Hörspielreihe Was ist denn heut bei Findigs los?

## Kritiken
Tribüne: „Insgesamt ergibt sich ein Bild von Menschen, die ihr Dorf, ihre Arbeit, ihr Miteinander lieben.“
Bauernecho: „Gut geschrieben, gut inszeniert, blendend gespielt.“